# Archidiocèse de Calabozo
L' archidiocèse de Calabozo (en latin : Archidioecesis Calabocensis ; en espagnol : Arquidiócesis de Calabozo) est un archidiocèse de l'Église catholique du Venezuela.

## Territoire

provinces ecclésiastiques du Venezuela.
Archidiocèse de Calabozo
Suffragants

L'archidiocèse comprend une partie de l'État de Guárico, en particulier l'ensemble de la partie occidentale avec un territoire divisé en 36 paroisses couvrant les communes de Roscio, Ortiz, Mellado, Miranda, Camaguán et San Gerónimo de Guayabal. Le siège épiscopal est situé à Calabozo où se trouve la cathédrale de Tous les Saints. Il possède 2 diocèses suffragants : le diocèse de San Fernando de Apure et le diocèse de Valle de la Pascua.

## Histoire
Le diocèse de Calazobo est érigé le 7 mars 1863 en prenant une partie du territoire de l'archidiocèse de Caracas et du diocèse de Mérida (maintenant archidiocèse) en étant suffragant de l'archidiocèse de Caracas. Le 1er évêque du diocèse est nommé en 1881.
Le 7 juin 1954, il cède une partie de son territoire pour la création du diocèse de Guanare et de la prélature territoriale de San Fernando de Apure (maintenant diocèse). Il est de nouveau amputé d'une partie de son territoire lors de la création de nouveaux diocèses : le 21 juin 1958 pour le diocèse de Maracay, le 23 juillet 1965 pour le diocèse de Barinas et le 25 juillet 1992 pour la création du diocèse de Valle de la Pascua. Le diocèse de Calazobo est élevé au rang d'archidiocèse métropolitain le 17 juin 1995.

## Évêques et archevêques
- Salustiano Crespo (4 août 1881 - 12 juillet 1888)
- Felipe Neri Sendra (25 septembre 1891 - 9 mai 1921)
- Arturo Celestino Álvarez (9 mai 1921 - 8 janvier 1952)
- Arturo Ignacio Camargo (8 janvier 1952 - Le 2 septembre 1957) nommé évêque du Trujillo
- Domingo Roa Pérez (3 octobre 1957 - 16 janvier 1961) nommé archevêque de Maracaibo
- Miguel Antonio Salas Salas, C.I.M (16 janvier 1961 - 20 août 1979) nommé archevêque de Mérida
- Helimenas de Jesús Rojo Paredes, CIM (24 mars 1980 - 27 décembre 2001)
- Antonio José López Castillo (27 décembre 2001 - 22 décembre 2007) nommé archevêque de Barquisimeto
- Manuel Felipe Díaz Sánchez (10 décembre 2008 -)

## Sources
- www.catholic-hierarchy.org